# Paralía Panteleímonos
Paralía Panteleímonos, en grec moderne : Παραλία Παντελεήμονος, est un village du dème de Díon-Ólympos, de Macédoine-Centrale en Grèce.
Selon le recensement de 2011, la population du village s'élève à 90 habitants.